# Nørre Åby Efterskole
Nørre Åby Efterskole er en efterskole beliggende i Nørre Aaby, Middelfart Kommune på Fyn.
Efterskolen specialiserer sig inden for følgende linjer: Musik, drama, medie/IT, bold, kreativ og bevægelse.
Efterskolen blev startet af Olaf Nielsen, da Theodor Jensen rejste i 1886 og skolens elevtal steg fra 10 til 100 elever.
Skolen består af syv gange: Kongebroen (navngivet efter hotel beliggende i Middelfart), Hindsgavl, Lyngsbo (navngivet efter lejr beliggende ved Fredericia), Føns , Udby, Båring og Vartov (navngivet efter kirke hvor N.F.S.Grundtvig var præst).
Værelserne på skolen består hovedsageligt af to-mandsværelser. Udover dem er der 2 fire-mands-værelser, et på Lyngsbo og et på Vartov, og 3 tre-mands-værelser på henholdsvis Kongebroen, Hindsgavl og Lyngsbo. Disse 3-mandsværelser, er i året 2014-2015 blevet renoveret, så de nu alle er 2-mands værelser.
Lyngsbo er den mindste gang med kun 8 beboere. Derefter Udby og Vartov med 16, Føns med 14, Hindsgavl med 22 og Kongebroen med 23.
Nørre Åby by ligger 10 minutters gang fra skolen og indeholder regional jernbanestation, 3 supermarkeder, 2 pizzeriaer, et apotek og flere små filialer.
I skoleåret 18/19 startede et stort byggeri, hvor skolen udvides med dansesal, fitnesslokaler, flere værelser og mere. Det er planlagt, at det skal stå færdig i løbet af efteråret 2019.
Nørre Åby Efterskole har Danmarks hurtigste pedel på 10km distancen.